# Inga donaeana
Inga donaeana är en ärtväxtart som beskrevs av James Francis Macbride. Inga donaeana ingår i släktet Inga och familjen ärtväxter. Inga underarter finns listade i Catalogue of Life.